# Firmi
Firmi est une commune française, située dans le département de l'Aveyron en région Occitanie.

## Géographie

### Communes limitrophes
Les communes limitrophes sont Almont-les-Junies, Aubin, Auzits, Conques-en-Rouergue, Cransac-les-Thermes, Decazeville et Flagnac.

### Hydrographie

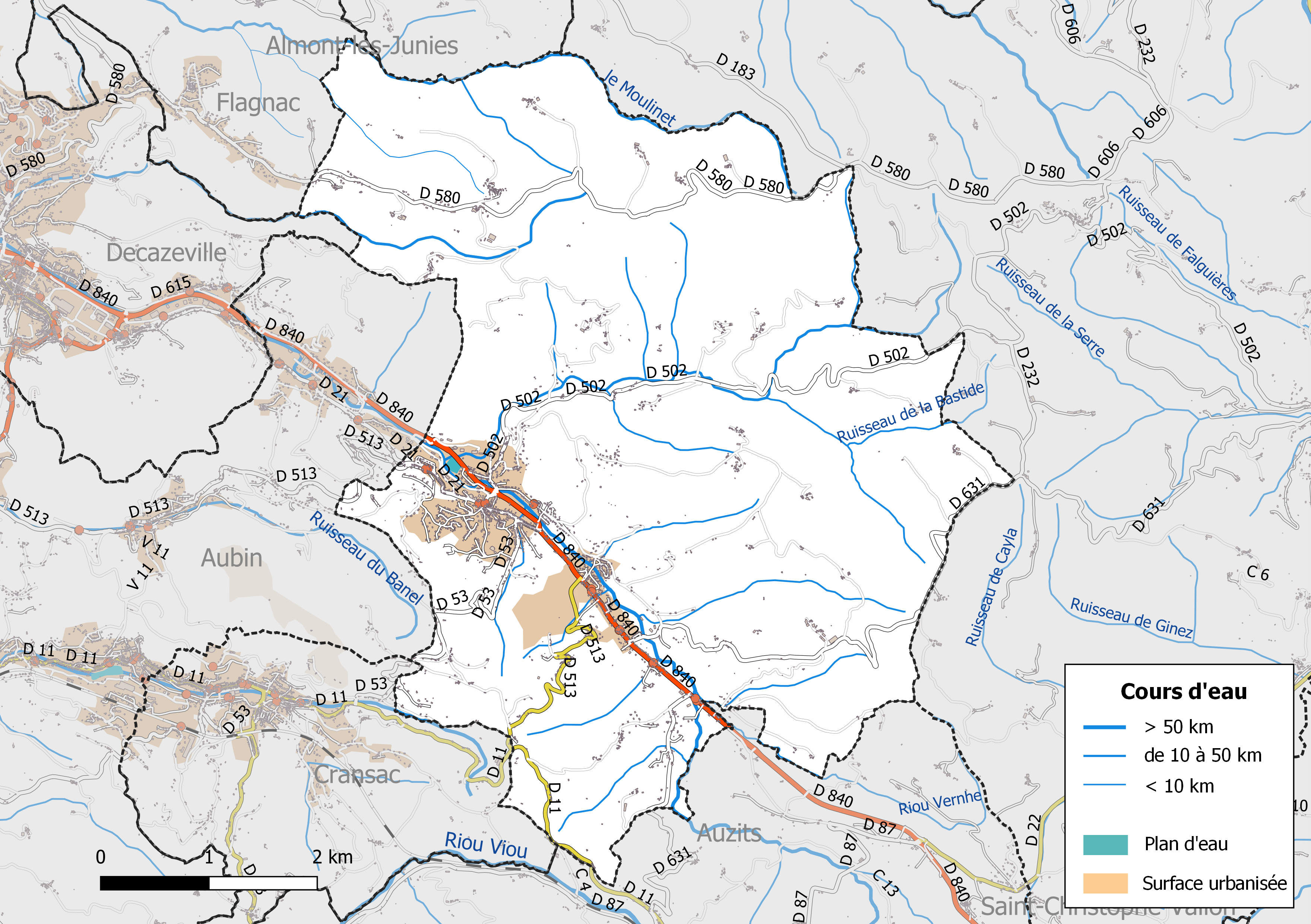
Réseaux hydrographique et routier de Firmi.

La commune est drainée par le Riou Mort, le Moulinet, le ruisseau du Saltz, le riou Vernhe, le ruisseau de Labans, le ruisseau de la Bastide, le ruisseau de Lagarrigue et par divers petits cours d'eau.
Le Riou Mort, d'une longueur totale de 23,1 km, prend sa source dans la commune de Escandolières et se jette  dans le Lot à Boisse-Penchot, après avoir arrosé 8 communes.

### Climat
Pour des articles plus généraux, voir Climat de l'Occitanie et Climat de l'Aveyron.
En 2010, le climat de la commune est de type climat océanique altéré, selon une étude s'appuyant sur une série de données couvrant la période 1971-2000. En 2020, Météo-France publie une typologie des climats de la France métropolitaine dans laquelle la commune est exposée à un climat de montagne et est dans une zone de transition entre les régions climatiques « Ouest et nord-ouest du Massif Central » et « Sud-est du Massif Central ».
Pour la période 1971-2000, la température annuelle moyenne est de 12,5 °C, avec une amplitude thermique annuelle de 16,1 °C. Le cumul annuel moyen de précipitations est de 975 mm, avec 11,5 jours de précipitations en janvier et 6,3 jours en juillet. Pour la période 1991-2020, la température moyenne annuelle observée sur la station météorologique la plus proche, située sur la commune de Salles-la-Source à 20 km à vol d'oiseau, est de 11,1 °C et le cumul annuel moyen de précipitations est de 869,1 mm,. Pour l'avenir, les paramètres climatiques de la commune estimés pour 2050 selon différents scénarios d'émission de gaz à effet de serre sont consultables sur un site dédié publié par Météo-France en novembre 2022.

### Milieux naturels et biodiversité

#### Sites Natura 2000

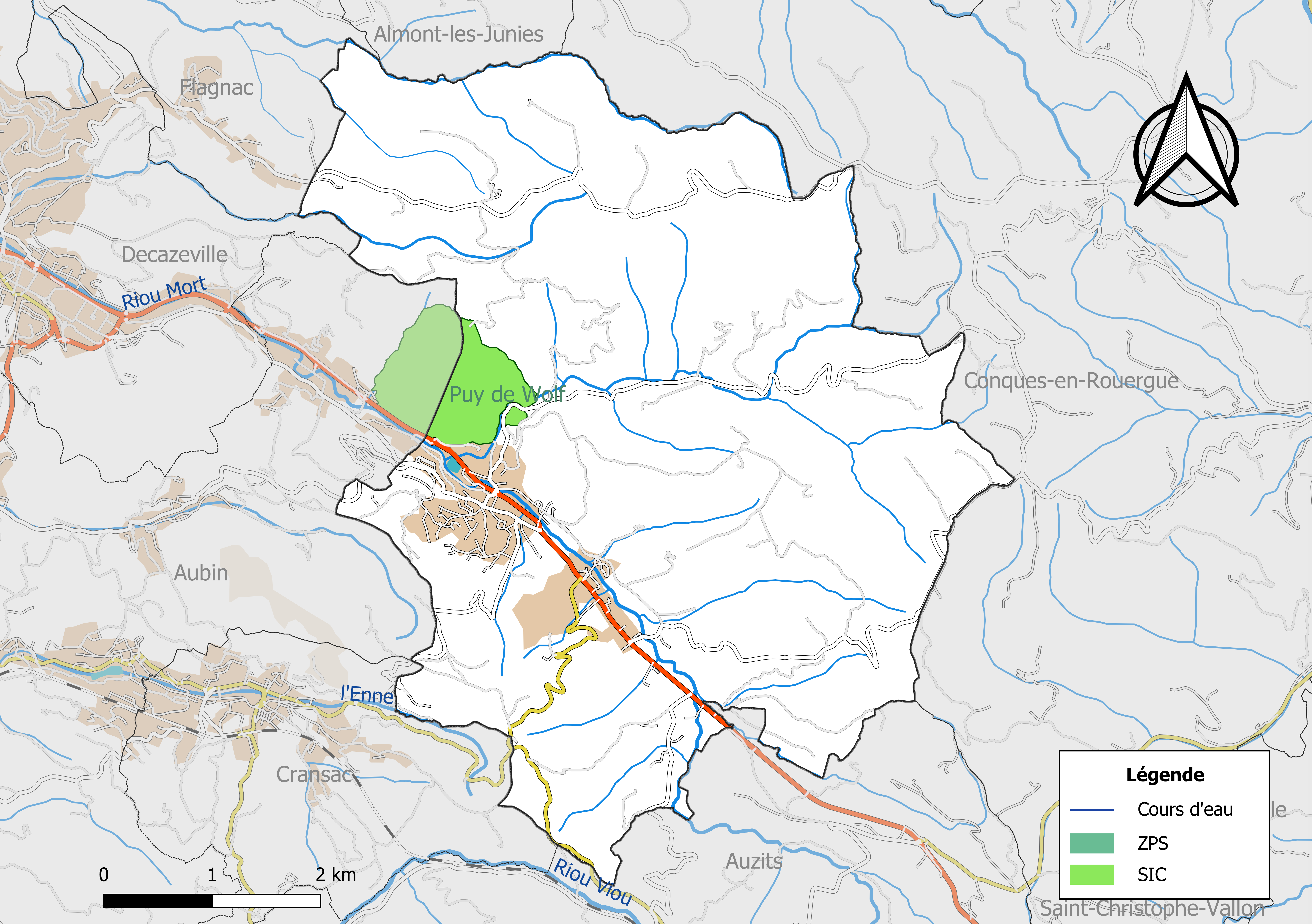
Sites Natura 2000 sur le territoire communal.

Le réseau Natura 2000 est un réseau écologique européen de sites naturels d’intérêt écologique élaboré à partir des Directives « Habitats » et « Oiseaux ». Ce réseau est constitué de Zones spéciales de conservation (ZSC) et de Zones de protection spéciale (ZPS). Dans les zones de ce réseau, les États Membres s'engagent à maintenir dans un état de conservation favorable les types d'habitats et d'espèces concernés, par le biais de mesures réglementaires, administratives ou contractuelles.
Un site Natura 2000 a été défini sur la commune au titre de la « directive Habitats » : 
Le « Puy de Wolf », d'une superficie de 124 ha, est le gisement de serpentines le plus important de France. Le site est recouvert de landes entrecoupées de pelouses rases et de faciès rocheux, avec un important noyau de Genista purgans.

#### Zones naturelles d'intérêt écologique, faunistique et floristique
L’inventaire des zones naturelles d'intérêt écologique, faunistique et floristique (ZNIEFF) a pour objectif de réaliser une couverture des zones les plus intéressantes sur le plan écologique, essentiellement dans la perspective d’améliorer la connaissance du patrimoine naturel national et de fournir aux différents décideurs un outil d’aide à la prise en compte de l’environnement dans l’aménagement du territoire.
Le territoire communal de Firmi comprend une ZNIEFF de type 1,, 
le « Puy de Wolf » (130,2 ha), couvrant 2 communes du département
, et une ZNIEFF de type 2,, 
la « Vallée du Lot (partie Aveyron) » (19 239 ha), qui s'étend sur 47 communes dont 39 dans l'Aveyron, 5 dans le Cantal, 2 dans le Lot et 1 dans la Lozère.

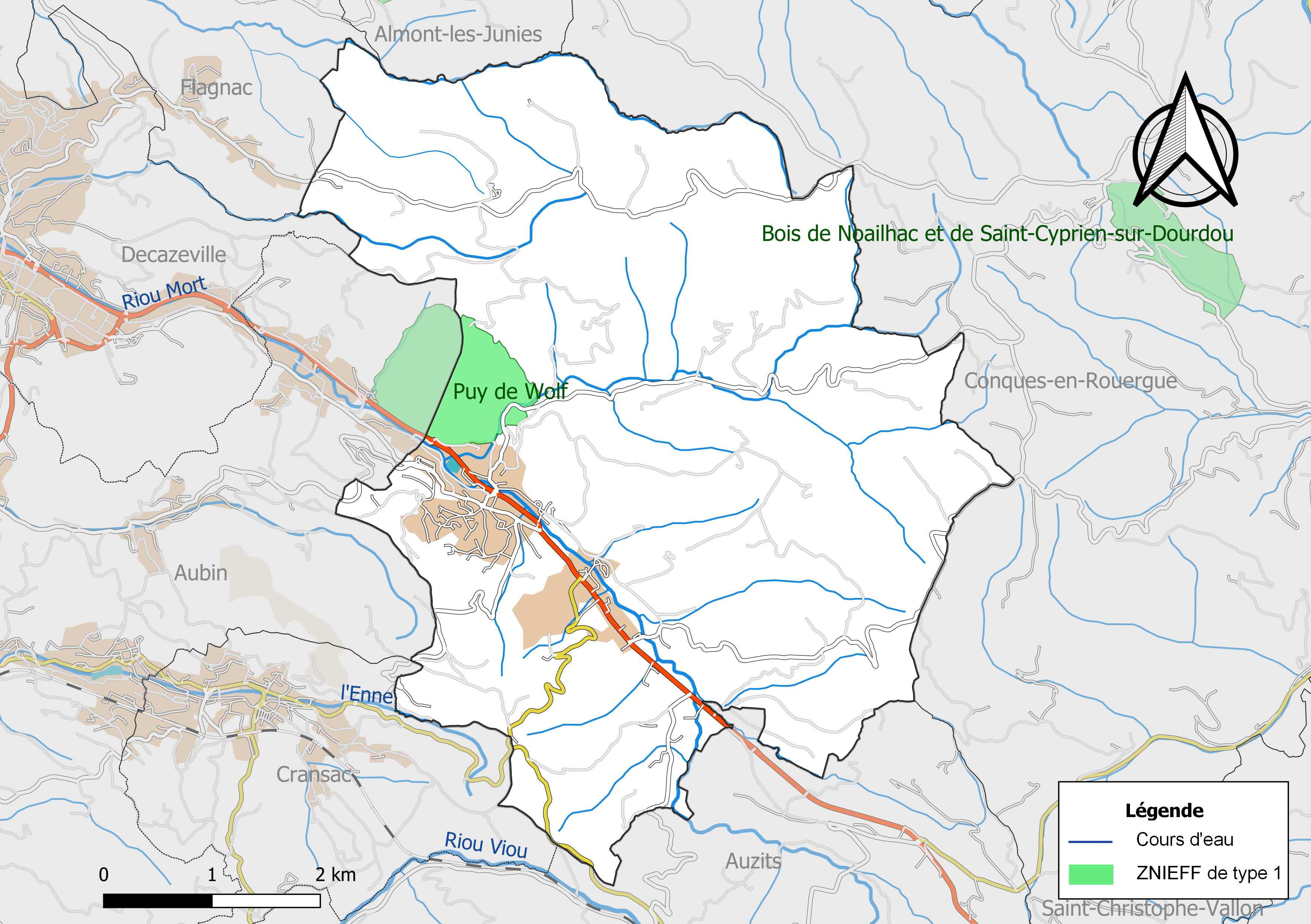
Carte de la ZNIEFF de type 1 de la commune.
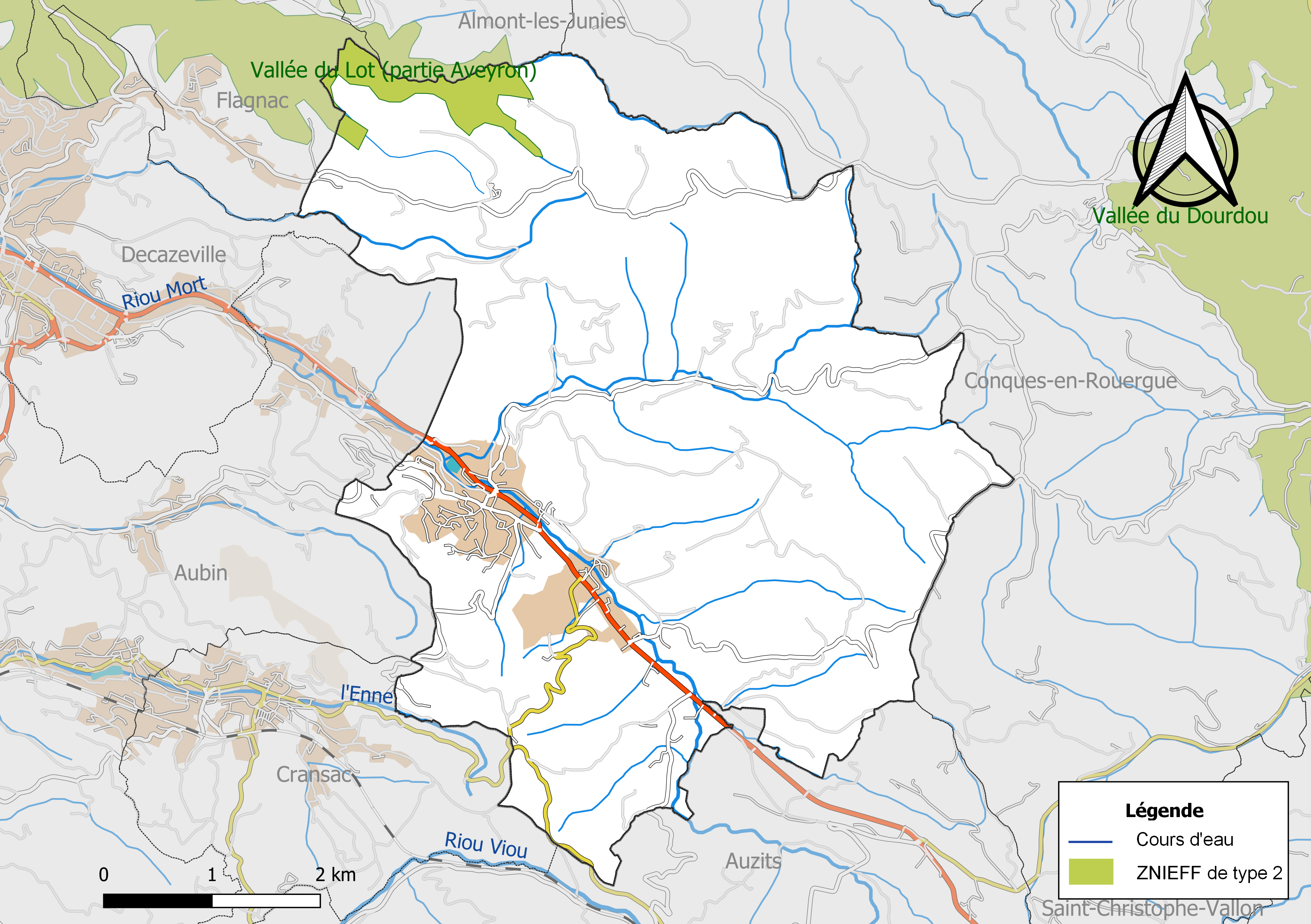
Carte de la ZNIEFF de type 2 de la commune.

## Urbanisme

### Typologie
Au 1er janvier 2024, Firmi est catégorisée bourg rural, selon la nouvelle grille communale de densité à 7 niveaux définie par l'Insee en 2022.
Elle appartient à l'unité urbaine de Decazeville, une agglomération intra-départementale dont elle est une commune de la banlieue,. Par ailleurs la commune fait partie de l'aire d'attraction de Decazeville, dont elle est une commune du pôle principal,. Cette aire, qui regroupe 12 communes, est catégorisée dans les aires de moins de 50 000 habitants,.

### Occupation des sols

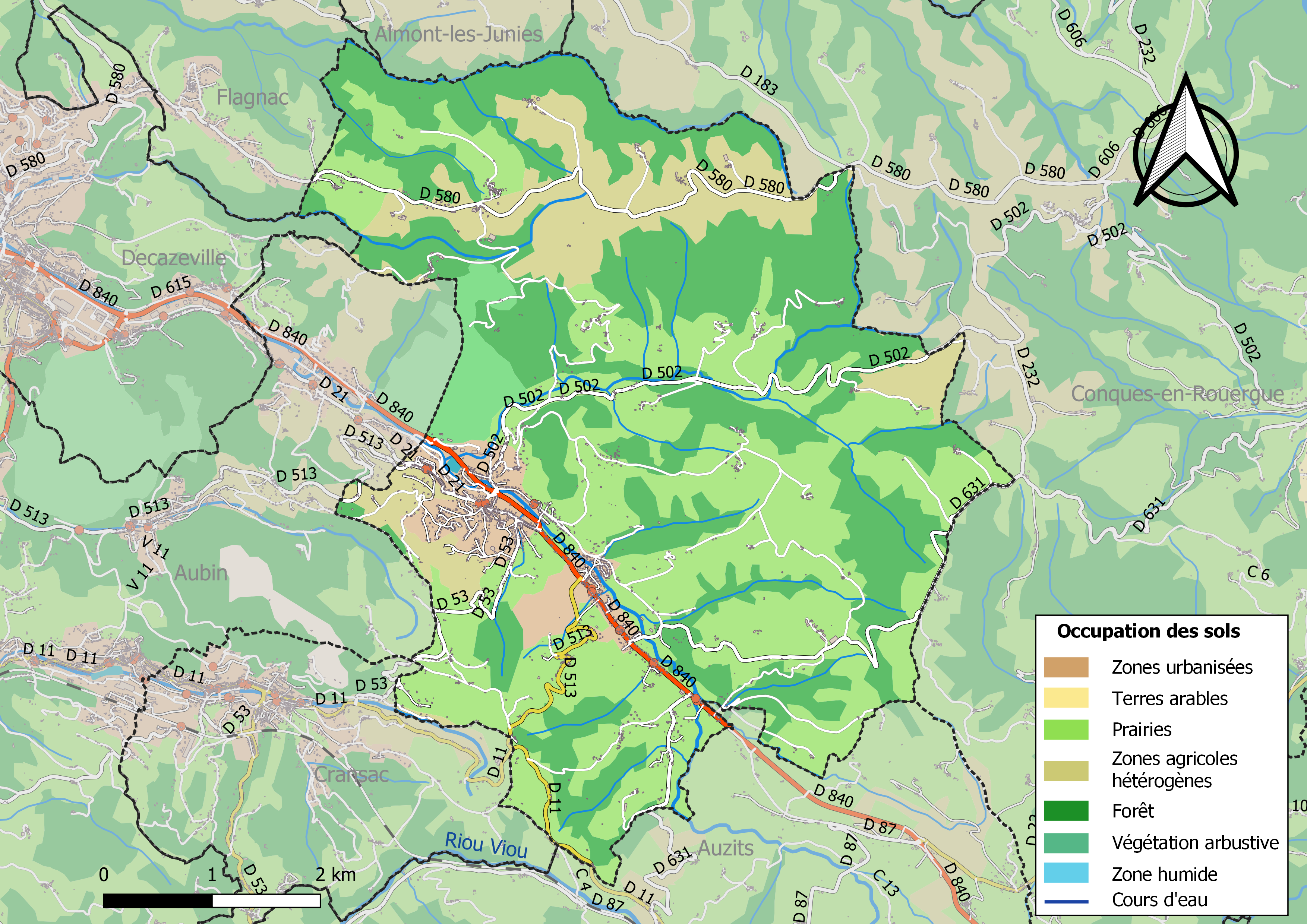
Infrastructures et occupation des sols de la commune de Firmi.

L'occupation des sols de la commune, telle qu'elle ressort de la base de données européenne d’occupation biophysique des sols Corine Land Cover (CLC), est marquée par l'importance des territoires agricoles (54,3 % en 2018), en augmentation par rapport à 1990 (51,3 %). La répartition détaillée en 2018 est la suivante : 
prairies (41,4 %), forêts (37,4 %), zones agricoles hétérogènes (12,8 %), zones urbanisées (4,9 %), milieux à végétation arbustive et/ou herbacée (3,5 %).

### Planification
La loi SRU du 13 décembre 2000 a incité fortement les communes à se regrouper au sein d’un établissement public, pour déterminer les partis d’aménagement de l’espace au sein d’un SCoT, un document essentiel d’orientation stratégique des politiques publiques à une grande échelle. La commune est dans le territoire du SCoT du Centre Ouest Aveyron  approuvé en février 2020. La structure porteuse est le Pôle d'équilibre territorial et rural Centre Ouest Aveyron, qui associe neuf EPCI, notamment la communauté de communes Decazeville Communauté, dont la commune est membre.
La commune disposait en 2017 d'un plan local d'urbanisme en révision. Le zonage réglementaire et le règlement associé peuvent être consultés sur le Géoportail de l'urbanisme.

### Risques majeurs
Le territoire de la commune de Firmi est vulnérable à différents aléas naturels : inondations, climatiques (hiver exceptionnel ou canicule), feux de forêts et séisme (sismicité faible).
Il est également exposé à un risque technologique, le transport de matières dangereuses, et à deux risques particuliers, les risques radon et minier,.

#### Risques naturels

Zones inondables de la commune de Firmi.

Certaines parties du territoire communal sont susceptibles d’être affectées par le risque d’inondation par débordement du Riou Mort. Les dernières grandes crues historiques, ayant touché plusieurs parties du département, remontent aux 3 et 4 décembre 2003 (dans le bassin du Lot, de l'Aveyron, du Viaur et du Tarn) et au 28 novembre 2014 (bassins de la Sorgues et du Dourdou). Ce risque est pris en compte dans l'aménagement du territoire de la commune par le biais du Plan de prévention du risque inondation (PPRI) Lot aval, approuvé le 14 décembre 2006.
Le Plan départemental de protection des forêts contre les incendies découpe le département de l’Aveyron en sept « bassins de risque » et définit une sensibilité des communes à l’aléa feux de forêt (de faible à très forte). La commune est classée en sensibilité faible.
Les mouvements de terrains susceptibles de se produire sur la commune sont liés à la présence de cavités souterraines localisées sur la commune,.

#### Risques technologiques
Le risque de transport de matières dangereuses sur la commune est lié à sa traversée par une route à fort trafic. Un accident se produisant sur une telle infrastructure est en effet susceptible d’avoir des effets graves au bâti ou aux personnes jusqu’à 350 m, selon la nature du matériau transporté. Des dispositions d’urbanisme peuvent être préconisées en conséquence.

#### Risques particuliers
La commune est concernée par le risque minier, principalement lié à l’évolution des cavités souterraines laissées à l’abandon et sans entretien après l’exploitation des mines.
Dans plusieurs parties du territoire national, le radon, accumulé dans certains logements ou autres locaux, peut constituer une source significative d’exposition de la population aux rayonnements ionisants. Toutes les communes du département sont concernées par le risque radon à un niveau plus ou moins élevé. Selon le dossier départemental des risques majeurs du département établi en 2013, la commune de Firmi est classée à risque moyen à élevé. Un décret du 4 juin 2018 a modifié la terminologie du zonage définie dans le code de la santé publique et a été complété par un arrêté du 27 juin 2018 portant délimitation des zones à potentiel radon du territoire français. La commune est désormais en zone 3, à savoir zone à potentiel radon significatif.

## Histoire
C'est à Firmi que fut édifié l'un des premiers hauts-fourneaux de France. Celui-ci utilisait le charbon du bassin de Decazeville et le minerai de fer de Mondalazac (près de Marcillac) pour la fabrication des rails.
Firmi est situé sur le GR62B reliant Conques à Toulouse par le GR62B, le GR36 puis le GR46. Cette liaison permet de passer de la Via Podiensis à la Via Tolosana, deux chemins de Saint-Jacques-de-Compostelle.

## Politique et administration

### Découpage territorial
La commune de Firmi est membre de la communauté de communes Decazeville Communauté, un établissement public de coopération intercommunale (EPCI) à fiscalité propre créé le 1er janvier 2017 dont le siège est à Decazeville. Ce dernier est par ailleurs membre d'autres groupements intercommunaux.
Sur le plan administratif, elle est rattachée à l'arrondissement de Villefranche-de-Rouergue, au département de l'Aveyron et à la région Occitanie. Sur le plan électoral, elle dépend du  canton d'Enne et Alzou pour l'élection des conseillers départementaux, depuis le redécoupage cantonal de 2014 entré en vigueur en 2015, et de la deuxième circonscription de l'Aveyron  pour les élections législatives, depuis le dernier découpage électoral de 2010.

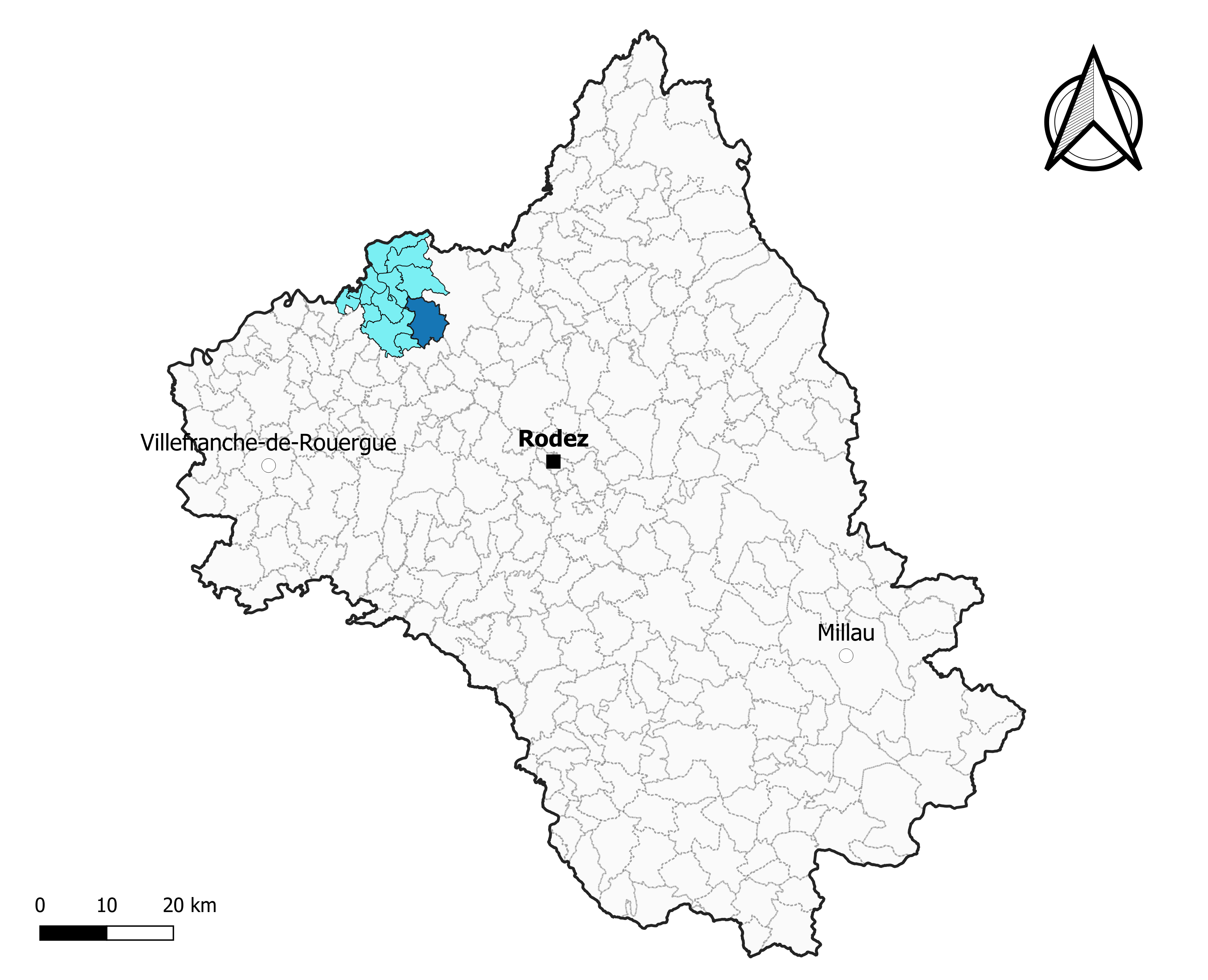
Firmi dans l'intercommunalité en 2020.
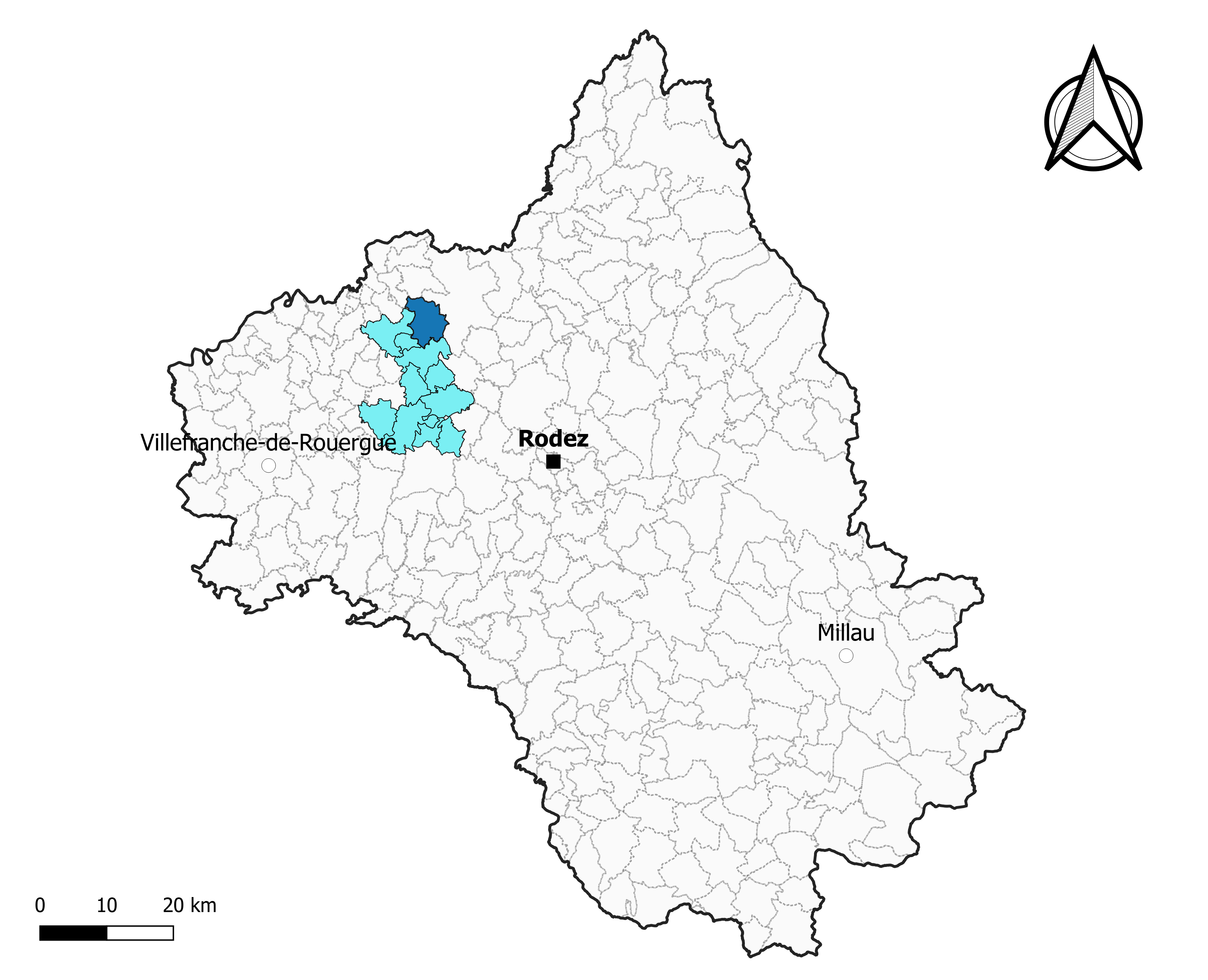
Firmi dans le canton d'Enne et Alzou en 2020.
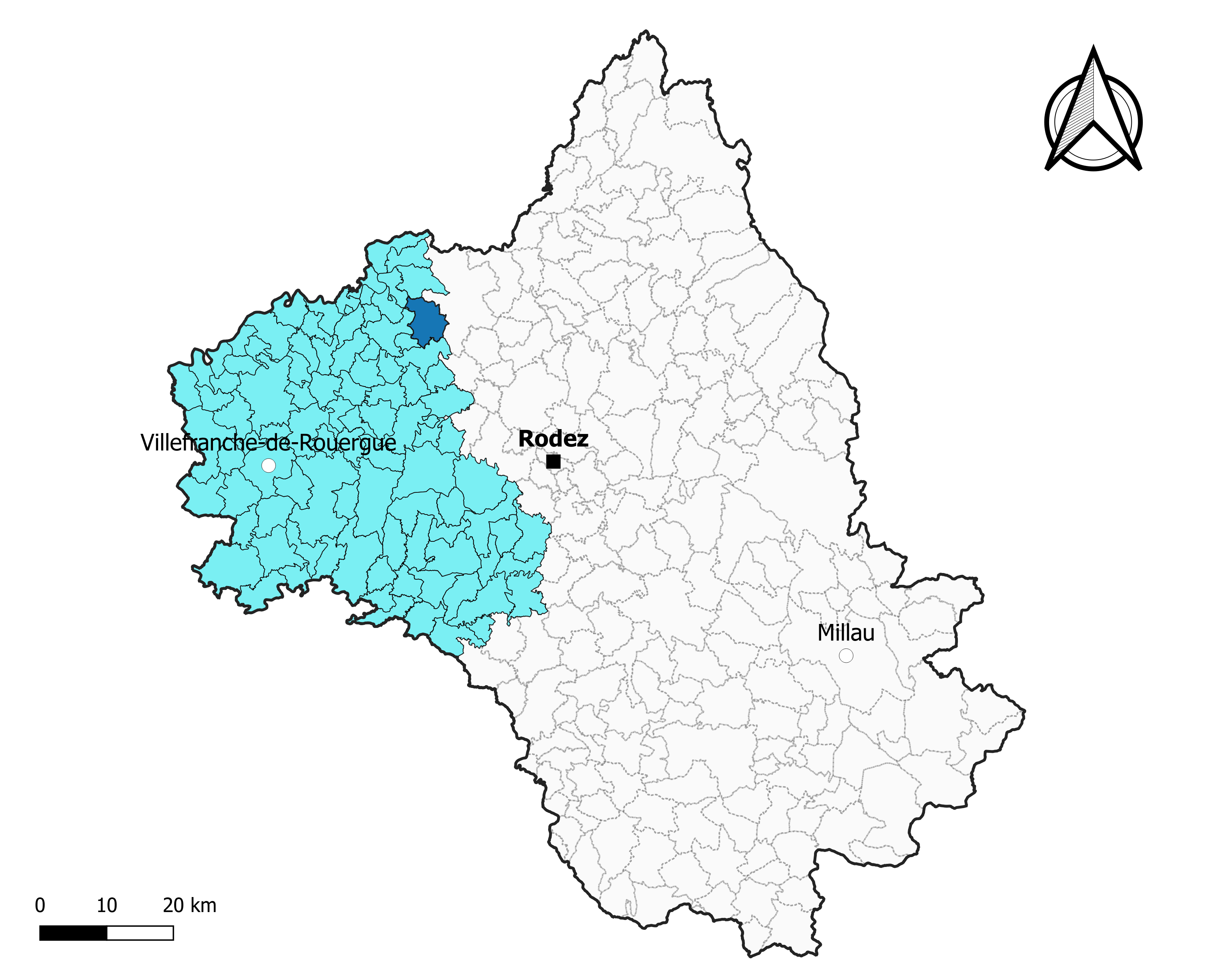
Firmi dans l'arrondissement de Villefranche-de-Rouergue en 2020.

### Élections municipales et communautaires

#### Élections de 2020
Le conseil municipal de Firmi, commune de plus de 1 000 habitants, est élu au scrutin proportionnel de liste à deux tours (sans aucune modification possible de la liste), pour un mandat de six ans renouvelable. Compte tenu de la population communale, le nombre de sièges à pourvoir lors des élections municipales de 2020 est de 19. Les dix-neuf conseillers municipaux sont élus au premier tour avec un taux de participation de 25,67 %, issus de la seule liste candidate, conduite par Jean-Pierre Ladrech. Jean-Pierre Ladrech, maire sortant, est réélu pour un nouveau mandat le 27 mai 2020.
Les quatre sièges attribués à la commune au sein du conseil communautaire de la communauté de communes Decazeville Communauté sont alloués à la liste de Jean-Pierre Ladrech.

#### Liste des maires
| Période                                  | Période   | Identité             | Étiquette | Qualité      |
| ---------------------------------------- | --------- | -------------------- | --------- | ------------ |
| Les données manquantes sont à compléter. |           |                      |           |              |
| mars 1971                                | mars 2001 | Paul Mouysset        | PCF       |              |
| mars 2001                                | mars 2008 | Roger Lajoie-Mazenc  | DVG       | Journaliste  |
| mars 2008                                | en cours  | Jean-Pierre Ladrech, |           | Ancien cadre |

## Démographie
L'évolution du nombre d'habitants est connue à travers les recensements de la population effectués dans la commune depuis 1793. Pour les communes de moins de 10 000 habitants, une enquête de recensement portant sur toute la population est réalisée tous les cinq ans, les populations de référence des années intermédiaires étant quant à elles estimées par interpolation ou extrapolation. Pour la commune, le premier recensement exhaustif entrant dans le cadre du nouveau dispositif a été réalisé en 2008.

En 2022, la commune comptait 2 333 habitants, en évolution de −3,24 % par rapport à 2016 (Aveyron : +0,37 %, France hors Mayotte : +2,11 %).
| 1793  | 1800 | 1806  | 1821  | 1831  | 1836  | 1841  | 1846  | 1851  |
| ----- | ---- | ----- | ----- | ----- | ----- | ----- | ----- | ----- |
| 1 010 | 982  | 1 177 | 1 005 | 1 524 | 1 627 | 1 572 | 1 586 | 2 171 |

| 1856  | 1861  | 1866  | 1872  | 1876  | 1881  | 1886  | 1891  | 1896  |
| ----- | ----- | ----- | ----- | ----- | ----- | ----- | ----- | ----- |
| 2 400 | 2 615 | 2 580 | 2 781 | 2 970 | 2 807 | 2 723 | 2 530 | 2 483 |

| 1901  | 1906  | 1911  | 1921  | 1926  | 1931  | 1936  | 1946  | 1954  |
| ----- | ----- | ----- | ----- | ----- | ----- | ----- | ----- | ----- |
| 2 469 | 2 581 | 2 575 | 2 554 | 2 487 | 2 387 | 2 352 | 2 372 | 2 932 |

| 1962  | 1968  | 1975  | 1982  | 1990  | 1999  | 2006  | 2008  | 2013  |
| ----- | ----- | ----- | ----- | ----- | ----- | ----- | ----- | ----- |
| 3 012 | 2 667 | 2 862 | 2 930 | 2 728 | 2 556 | 2 557 | 2 557 | 2 436 |

| 2018  | 2022  | - | - | - | - | - | - | - |
| ----- | ----- | - | - | - | - | - | - | - |
| 2 374 | 2 333 | - | - | - | - | - | - | - |

## Économie

### Revenus
En 2018  (données Insee publiées en septembre 2021), la commune compte 1 124 ménages fiscaux, regroupant 2 373 personnes. La médiane du revenu disponible par unité de consommation est de 21 530 € (20 640 € dans le département). 43 % des ménages fiscaux sont imposés ( % dans le département).

### Emploi
| Division       | 2008  | 2013  | 2018  |
| -------------- | ----- | ----- | ----- |
| Commune        | 4,1 % | 6,6 % | 8 %   |
| Département    | 5,4 % | 7,1 % | 7,1 % |
| France entière | 8,3 % | 10 %  | 10 %  |

En 2018, la population âgée de 15 à 64 ans s'élève à 1 307 personnes, parmi lesquelles on compte 72,2 % d'actifs (64,2 % ayant un emploi et 8 % de chômeurs) et 27,8 % d'inactifs,. En  2018, le taux de chômage communal (au sens du recensement) des 15-64 ans est supérieur à celui du département, mais inférieur à celui de la France, alors qu'il était inférieur à celui du département et de la France en 2008.
La commune fait partie du pôle principal de l'aire d'attraction de Decazeville,. Elle compte 449 emplois en 2018, contre 491 en 2013 et 486 en 2008. Le nombre d'actifs ayant un emploi résidant dans la commune est de 852, soit un indicateur de concentration d'emploi de 52,6 % et un taux d'activité parmi les 15 ans ou plus de 46,7 %.
Sur ces 852 actifs de 15 ans ou plus ayant un emploi, 180 travaillent dans la commune, soit 21 % des habitants. Pour se rendre au travail, 90 % des habitants utilisent un véhicule personnel ou de fonction à quatre roues, 0,8 % les transports en commun, 6,6 % s'y rendent en deux-roues, à vélo ou à pied et 2,6 % n'ont pas besoin de transport (travail au domicile).

### Activités hors agriculture

#### Secteurs d'activités
101 établissements sont implantés  à Firmi au 31 décembre 2019. Le tableau ci-dessous en détaille le nombre par secteur d'activité et compare les ratios avec ceux du département,.
| Secteur d'activité                                                                                        | Commune | Commune | Département |
| Secteur d'activité                                                                                        | Nombre  | %       | %           |
| --- | ------- | ------- | ----------- |
| Ensemble                                                                                                  | 101     | 100 %   | (100 %)     |
| Industrie manufacturière, industries extractives et autres                                                | 11      | 10,9 %  | (17,7 %)    |
| Construction                                                                                              | 23      | 22,8 %  | (13 %)      |
| Commerce de gros et de détail, transports, hébergement et restauration                                    | 25      | 24,8 %  | (27,5 %)    |
| Information et communication                                                                              | 1       | 1 %     | (1,5 %)     |
| Activités financières et d'assurance                                                                      | 4       | 4 %     | (3,4 %)     |
| Activités immobilières                                                                                    | 3       | 3 %     | (4,2 %)     |
| Activités spécialisées, scientifiques et techniques et activités de services administratifs et de soutien | 15      | 14,9 %  | (12,4 %)    |
| Administration publique, enseignement, santé humaine et action sociale                                    | 9       | 8,9 %   | (12,7 %)    |
| Autres activités de services                                                                              | 10      | 9,9 %   | (7,8 %)     |

Le secteur du commerce de gros et de détail, des transports, de l'hébergement et de la restauration est prépondérant sur la commune puisqu'il représente 24,8 % du nombre total d'établissements de la commune (25 sur les 101 entreprises implantées  à Firmi), contre 27,5 % au niveau départemental.

#### Entreprises
Les quatre entreprises ayant leur siège social sur le territoire communal qui génèrent le plus de chiffre d'affaires en 2020 sont : 
- Lagarrigue, construction d'autres bâtiments (7 034 k€)
- Bousquet SAS, travaux d'installation d'équipements thermiques et de climatisation (4 992 k€)
- Rouergue Bati Pierre, travaux de maçonnerie générale et gros œuvre de bâtiment (129 k€)
- Zone Du Centre, activités des sociétés holding (69 k€)

### Agriculture
La commune est dans la « Viadène et vallée du Lot », une petite région agricole occupant le nord-ouest du département de l'Aveyron. En 2020, l'orientation technico-économique de l'agriculture  sur la commune est l'élevage bovin, orientation mixte lait et viande.
|               | 1988  | 2000  | 2010  | 2020  |
| ------------- | ----- | ----- | ----- | ----- |
| Exploitations | 83    | 54    | 35    | 27    |
| SAU (ha)      | 1 338 | 1 252 | 1 210 | 1 407 |

Le nombre d'exploitations agricoles en activité et ayant leur siège dans la commune est passé de 83 lors du recensement agricole de 1988  à 54 en 2000 puis à 35 en 2010 et enfin à 27 en 2020, soit une baisse de 67 % en 32 ans. Le même mouvement est observé à l'échelle du département qui a perdu pendant cette période 51 % de ses exploitations,. La surface agricole utilisée sur la commune a quant à elle augmenté, passant de 1 338 ha en 1988 à 1 407 ha en 2020. Parallèlement la surface agricole utilisée moyenne par exploitation a augmenté, passant de 16 à 52 ha.

## Culture locale et patrimoine

### Lieux et monuments
- Église Saint-Saturnin de Firmy.

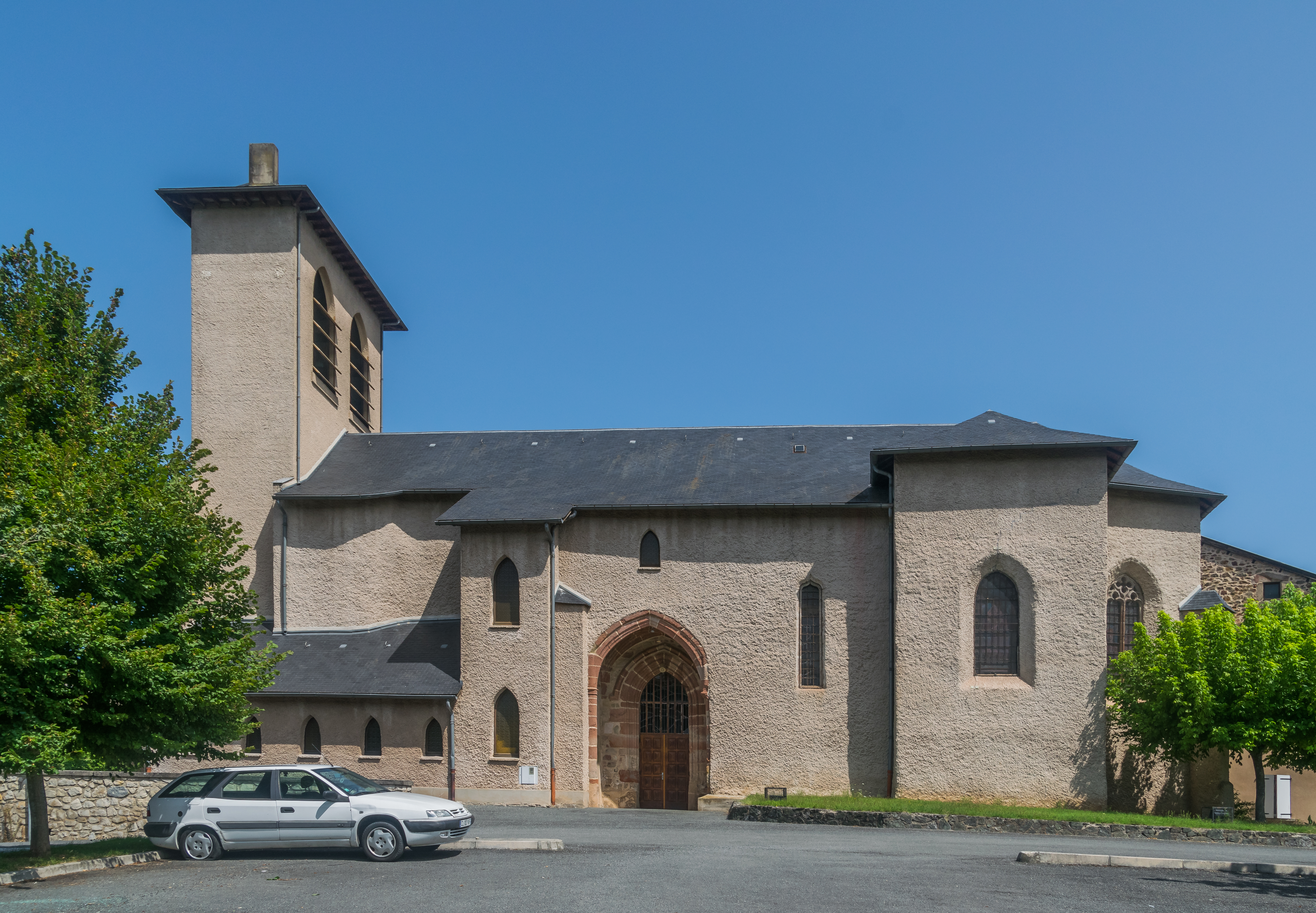
Église Saint-Saturnin de Firmy

- Église Saint-Amans de La Bessenoits, commune de Firmy.
- Puy de Wolf ou Puy de Volf, aujourd'hui écrit par erreur Wolf, alors que l'origine du nom est Vols. Ce massif de serpentine est le plus important d'Europe. Altitude : 470 m. Table d'orientation.

### Personnalités liées à la commune
- Famille de Balsac
- Claude Debons, syndicaliste français né le 16 mai 1949 à Firmi.
- Arnaud Luis, guitariste du groupe Skawar